# Georg Brandt
Georg Brandt (Riddarhyttan, 26 juni 1694 – Stockholm, 29 april 1768) was een Zweeds scheikundige en mineraloog, die rond 1730 het chemisch element kobalt ontdekte. Hij was de eerste persoon die een metaal ontdekte dat nog niet sedert de prehistorie bekend was.

## Biografie
Brandt werd geboren in Riddarhyttan, een plaats in de gemeente Skinnskatteberg (provincie Västmanlands län), als zoon van Jurgen Brandt, een mijneigenaar en apotheker, en Katarina Ysing. Hij startte in 1705 zijn studies aan de Universiteit van Uppsala. Later werd hij aangesteld tot professor in de scheikunde aan diezelfde universiteit. Tot zijn studenten behoorden onder anderen Daniel Tilas, Anton von Swab, Axel Fredrik Cronstedt en Henry Theophilus Scheffer.
Georg Brandt kon rond 1730 aantonen dat de blauwe kleur van het pigment kobaltblauw, dat toen werd gebruikt voor het kleuren van glas, niet afkomstig was van bismut (zoals tot dan toe werd gedacht), maar van een nieuw metaal: kobalt. Verder deed hij onderzoek naar andere chemische elementen: antimoon, bismut, zink, ijzer en kwik. In 1733 publiceerde hij in het werk Acta literaria et scientiarum Sueciæ zijn bevindingen over de samenstelling en oplosbaarheid van diverse arseenhoudende verbindingen; hij kwam onder andere tot de conclusie dat arseen geen echt metaal, maar een metalloïde is. Daarnaast verrichtte Brandt onderzoek naar de bereiding van chemicaliën, zoals zoutzuur, salpeterzuur en zwavelzuur.
Kort na haar oprichting werd Brandt verkozen tot lid van de Koninklijke Zweedse Academie voor Wetenschappen. Hij stierf in 1768 op 73-jarige leeftijd aan de gevolgen van prostaatkanker.
- Gemeinsame Normdatei: 1035039230
- International Standard Name Identifier: 0000 0000 3931 8754
- Library of Congress Control Number: no91002610
- Nationale Bibliotheek van Israël: 987007281846505171
- Istituto Centrale per il Catalogo Unico: MILV316882
- SNAC: w64g410t
- Virtual International Authority File: 68491096
- WorldCat: E39PBJkMPpgP8TpPydRTk3bmVC